# Lista de membros da Royal Society eleitos em 1962
Esta é uma lista de Membros da Royal Society eleitos em 1962.

## Fellows of the Royal Society (FRS)
1. Sir Michael Atiyah
2. Moses Blackman
3. Hermann Karl Felix Blaschko
4. William Cochran
5. Sir William Richard Joseph Cook
6. William Alexander Deer
7. Charles Enrique Dent
8. Robert William Ditchburn
9. Philip Herries Gregory
10. Maurice Neville Hill
11. Douglas William Holder
12. Sir Stanley Hooker
13. Alfred Alexander Peter Kleczkowski
14. Stanley Mandelstam
15. Leslie Orgel
16. Francis Rex Parrington
17. Howard Penman
18. Martin Rivers Pollock
19. Ralph Raphael
20. John Stanley Sawyer
21. William George Schneider
22. Robert Allan Smith
23. Michael Swann
24. Nikolaas Tinbergen
25. Harry Lambert Welsh

## Foreign Members
1. Daniel Bovet
2. Fritz Albert Lipmann
3. Robert Oppenheimer
4. Vladimir Prelog

## Statute 12 Fellow
- Harold Macmillan